# Carmen Lapacó
Carmen Elina Aguiar de Lapacó (San Juan, 20 de juny de 1925 - Ciutat Autònoma de Buenos Aires, Argentina; 13 de desembre de 2017) va ser una activista pels drets humans argentina i integrant de Madres de Plaza de Mayo. Va ser una de les fundadores del Centre d'Estudis Legals i Socials i formava part de la seva Comissió Directiva. La biblioteca d'aquest organisme porta el seu nom. Va ser mestra i professora d'educació física en un centre d'ensenyament secundari.
El 16 de març de 1977, Lapacó va ser segrestada, juntament amb la seva filla Alejandra (19 anys), el seu nebot Alejandro Aguiar i Marcelo Butti Arana (23 anys), xicot de la seva filla. Al cap de tres dies ella va ser alliberada, però la seva filla es mantingué desapareguda.
El 2012 va ser declarada Personalitat Destacada dels Drets Humans per la Legislatura de la Ciutat de Buenos Aires, per iniciativa de la diputada del Front Progressista Popular María Elena Naddeo.
Va morir el 2017 i les seves restes van ser vetllades en el Saló President Perón de la Legislatura de la Ciudad Autónoma de Buenos Aires.

## Segrest
Durant el terrorisme d'Estat a l'Argentina, el 16 de març de 1977, les Forces Conjuntes van irrompre en el domicili de Lapacó i van segrestar-la al costat del seu nebot, la seva filla i el seu gendre. Van romandre detinguts-desapareguts en el centre clandestí de detenció El Atlético, on van ser torturats física i psicològicament. Després comentaria «Aquests tres dies van ser viure l'infern, i el pitjor de tot va ser veure la meva filla torturada».
Tres dies més tard, el 19 de març, els repressors van pujar Carmen i el seu nebot en «una furgoneta que repartia aliments», i els van alliberar al carrer amb els ulls tapats. Només a ells.

## El cas de la seva filla davant de la justícia
Amb el retorn de la democràcia, el 1983, el president Alfonsín va dictar el decret 158/83, mitjançant el qual ordenava promoure l'acció penal contra els responsables del terrorisme d'Estat. Així, la denúncia pel «segrest, privació il·legítima de la llibertat i turments» de la seva filla, Alejandra Lapacó, va integrar la causa n.º 450 en la qual s'investigaven els fets ocorreguts en el «Club Atlètico». No obstant això, el 1987, Raúl Alfonsín va dictar la llei d'Obediència Deguda, que eximia de responsabilitat els militars que encara no havien estat processats en aquella causa. Els repressors que es trobaven processats, al seu torn, van ser beneficiats per un indult presidencial de Menem, el 1989. Al desembre de 2016 el Tribunal Oral Federal 2 de la Capital Federal va condemnar set repressors acusats de segrestos, tortures i assassinats, entre els quals el de la seva filla, Alejandra Mónica Lapacó Aguiar.